# Miloš Bonča
Miloš Bonča, slovenski arhitekt, * 29. maj 1932, Ljubljana, † 24. julij 2006, Ljubljana.

## Življenjepis
Bonča je študiral na Fakulteti za arhitekturo, gradbeništvo in geodezijo v Ljubljani, kjer je leta 1958 na oddelku za arhitekturo diplomiral v razredu prof. Edvarda Ravnikarja. Izpopolnjeval se je na Švedskem, leta 1979 pa doktoriral na Fakulteti za arhitekturo v Skopju. Že leta 1960 je deloval kot predavatelj (sprva kot asistent, od leta 1985 redni profesor) na Fakulteti za arhitekturo v Ljubljani ter gostujoči predavatelj na številnih kongresih, fakultetah in seminarjih v mednarodnem okviru.
Največji del njegovega opusa obsegajo javne, še posebno bančne zgradbe. Tako je med drugim za Ljubljansko banko projektiral poslopja v Celju, Kočevju, Krškem, Ljubljani, Sevnici, itd. Prejel je številna priznanja in nagrade. Preurejal je notranje prostore slovenskega parlamenta in historicističnega prizidka ob Tomšičevi. Za Trgovsko hišo v Šiški (1960-1964) je leta 1964 prejel nagrado Prešernovega sklada, pa tudi nagrado Zveze arhitektov Jugoslavije, leta 1987 je prejel Prešernovo nagrado za življenjsko delo, za pedagoško delo pa je leta 1988 s strani Univerze v Ljubljani prejel Kavčičevo nagrado in tudi naslov zaslužnega profesorja.